# Adderall (Slipknot)
Adderall è il primo EP del gruppo musicale statunitense Slipknot, pubblicato il 9 giugno 2023 dalla Roadrunner Records.

## Descrizione
Distribuito soltanto digitalmente e senza alcun preavviso da parte del gruppo, il disco contiene alcune versioni alternative dell'omonimo brano d'apertura del settimo album The End, So Far e gli inediti Death March, Red or Redder e Hard to Be Here.

## Tracce
Testi e musiche degli Slipknot.
1. Death March – 1:04
2. Adderall (No Intro) – 4:36
3. Adderall (Rough Demo) – 3:43
4. Red or Redder – 0:25
5. Adderall (Instrumental) – 5:43
6. Hard to Be Here – 3:48

## Formazione
Hanno partecipato alle registrazioni, secondo le note di copertina di The End, So Far:
Gruppo
- Corey – voce
- Mick – chitarra
- Sid – giradischi
- Clown – percussioni, batteria
- Alessandro – basso
- Michael – pianoforte
- James – chitarra
- Craig – campionatore, tastiera, effetti

Altri musicisti
- Jennifer Prim – coro
- Jahna Perricone – coro
- Carmen Sicherman – coro
- Kat Green – coro
- Stacy Young – coro
- Grainne Ward – coro
- Nicole Scates – coro
- Andrew Koch – coro
- Brian Wold – coro
- Gordon Glor – coro
- John DeMartini – coro
- Lon Fiala – coro
- Carmel Simmons – coro

Produzione
- Slipknot – produzione
- Joe Barresi – produzione, registrazione, missaggio al JHOC
- Matt Tuggle – assistenza tecnica
- Kelsey Porter – assistenza tecnica
- Brian Rajarantam – assistenza tecnica
- Jun Murakawa – assistenza tecnica
- Jerry Johnson – tecnico della batteria
- Billy Bowers – montaggio parti di batteria